# Kósa Lőrinc

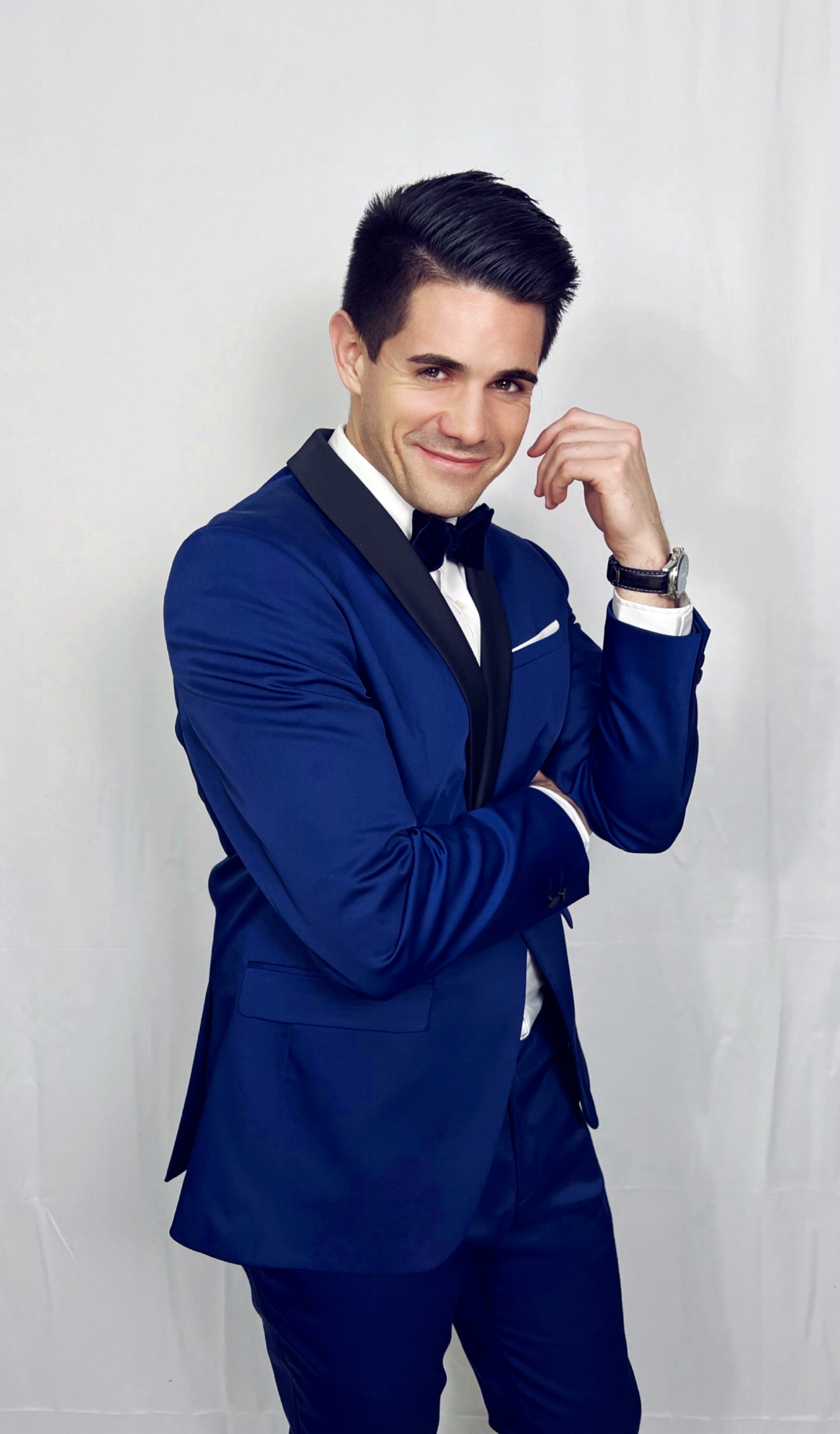
2023

Kósa Lőrinc (Csíkszereda, Románia, 1995. június 28.) erdélyi magyar opera- és oratórium-énekes, bariton. A Magyar Állami Operaház tagja.

## Életpályája
Középiskolai tanulmányait a budapesti Bartók Béla Zeneművészeti Konzervatóriumban végezte hegedű, majd brácsa szakon. 2013-ban kezdte énektanulmányait a Járdányi Pál Zeneiskolában Schultz Katalin növendékeként. Egyetemi tanulmányait a Liszt Ferenc Zeneművészeti Egyetem magánének szakán folytatta Halmai Katalin és Pogány Imola növendékeként. 2021-ben szerzett operaénekesi MA diplomát. Rendszeres fellépője a Budafoki Dohnányi Zenekarnak és a Szegedi Szimfonikus Zenekarnak. Rendszeresen fellép oratórium előadások basszus szólistájaként.

## Fontosabb szerepei

### Opera
- Bizet: Carmen (Escamillo)[4]
- Mozart: Varázsfuvola (Papageno)
- Philip Glass: Les Enfants Terribles (Paul)
- Purcell: Dido és Aeneas (Aeneas)
- Erkel: Hunyadi László (Rozgonyi)
- Mozart: A kairói lúd (Chichibio)
- Janaček: Ravasz rókácska (Revírnik)
- Puccini: Gianni Schicchi (Marco)
- Ránki: Pomádé király új ruhája (Garda Roberto)
- Britten: Szentivánéji álom (Starveling)
- Heggie: Dead Man Walking (Motorcycle Cop, 1.Guard)
- Menotti: A telefon (Ben)

### Oratórium
- Bach: Magnificat (basszus)
- Mozart: Requiem (basszus)
- Rossini: Kis mise (basszus)
- Bach: Karácsonyi oratórium (basszus)
- Bach: Phoebus és Pan (Pan)
- Händel(?): János passió (basszus)
- Mozart: c-moll mise (basszus)

## Elismerések, díjak
- 2016 - IX. Simándy József Nemzetközi Énekverseny - Különdíj
- 2018 - II. Andor Éva Énekverseny - megosztott II.díj[5] (első díjat nem osztottak)